# Campionati mondiali juniores di bob 2022
I campionati mondiali juniores di bob 2022 sono stati la trentaseiesima edizione della rassegna iridata juniores del bob, manifestazione organizzata annualmente dalla Federazione Internazionale di Bob e Skeleton. Si sono disputati il 22 e il 23 gennaio 2022 a Innsbruck, in Austria, sulla Olympia Eiskanal Innsbruck-Igls, il tracciato sul quale si svolsero le competizioni del bob e dello slittino ai Giochi di Innsbruck 1976 e le rassegne iridate juniores del 2001 (per le sole specialità maschili), del 2006, del 2008, del 2012 e del 2013 anche nel bob a due donne). La località tirolese ha quindi ospitato le competizioni mondiali di categoria per la sesta volta nel bob a due e nel bob a quattro uomini, per la quinta nel bob a due donne e per la prima nel monobob femminile.
Come di consueto a partire dalla rassegna di Winterberg 2017, anche in questa edizione vennero conferiti i titoli mondiali juniores riservati alle atlete e agli atleti under 23 con modalità gara nella gara e assegnati tramite una classifica separata. Gli stessi potevano inoltre concorrere per entrambe le graduatorie qualora avessero rispettato i requisiti anagrafici.

## Risultati

### Monobob donne
La gara è stata disputata il 22 gennaio 2022 nell'arco di due manches e hanno preso parte alla competizione 6 atlete in rappresentanza di altrettante differenti nazioni.
| Pos. | Atleti             | Nazione    | 1ª manche | 2ª manche | Totale  | Distacco |
| ---- | ------------------ | ---------- | --------- | --------- | ------- | -------- |
|      | Maureen Zimmer     | Germania   | 55"96     | 56"21     | 1'52"17 | –        |
|      | Ljubov' Černych    | Russia     | 56"12     | 56"48     | 1'52"60 | +0"43    |
|      | Viktória Čerňanská | Slovacchia | 56"25     | 56"62     | 1'52"84 | +0"70    |
| 4    | Georgeta Popescu   | Romania    | 56"22     | 56"85     | 1'53"07 | +0"90    |
| 5    | Julia Slupecka     | Polonia    | 56"80     | 57"31     | 1'54"11 | +1"94    |
| 6    | Lea Haslwanter     | Austria    | 57"12     | 57"47     | 1'54"59 | +2"42    |

Nota: in grassetto il miglior tempo di manche.

### Bob a due donne
La gara è stata disputata il 23 gennaio 2022 nell'arco di due manches e hanno preso parte alla competizione 8 compagini in rappresentanza di 5 differenti nazioni.
| Pos. | Atleti                                 | Nazione     | 1ª manche | 2ª manche | Totale  | Distacco |
| ---- | -------------------------------------- | ----------- | --------- | --------- | ------- | -------- |
|      | Ljubov' Černych Anastasija Kuryševa    | Russia      | 53"63     | 53"71     | 1'47"34 | –        |
|      | Maureen Zimmer Anabel Galander         | Germania    | 53"66     | 53"99     | 1'47"65 | +0"31    |
|      | Charlotte Candrix Vanessa Mark         | Germania    | 53"95     | 53"94     | 1'47"89 | +0"55    |
| 4    | Diana Filipszki Lauryn Siebert         | Germania    | 54"24     | 54"26     | 1'48"50 | +1"16    |
| 5    | Viktória Čerňanská Patrícia Tajcnárová | Slovacchia  | 54"50     | 54"43     | 1'48"93 | +1"59    |
| 6    | Georgeta Popescu Antonia Sarbu         | Romania     | 54"67     | 54"81     | 1'49"48 | +2"14    |
| 7    | Lauren Brzozowski Michelle Szlauko     | Stati Uniti | 56"67     | 57"24     | 1'53"91 | +6"57    |
| -    | Riley Compton Jasmine Jones            | Stati Uniti | 55"19     | DNS       | -       | -        |

Nota: in grassetto il miglior tempo di manche. DNS: non partite (did not start)

### Bob a due uomini
La gara è stata disputata il 22 gennaio 2022 nell'arco di due manches e hanno preso parte alla competizione 19 compagini (di cui una non si è presentata alla partenza) in rappresentanza di 12 differenti nazioni.
| Pos. | Atleti                                  | Nazione   | 1ª manche | 2ª manche | Totale  | Distacco |
| ---- | --------------------------------------- | --------- | --------- | --------- | ------- | -------- |
|      | Maximilian Illmann Lukas Koller         | Germania  | 51"95     | 52"21     | 1'44"16 | –        |
|      | Timo Rohner Luca Rolli                  | Svizzera  | 52"05     | 52"33     | 1'44"38 | +0"22    |
|      | Jonas Jannusch Benedikt Hertel          | Germania  | 52"17     | 52"27     | 1'44"44 | +0"28    |
| 4    | Philipp Zielasko Henrik Proske          | Germania  | 52"17     | 52"32     | 1'44"49 | +0"33    |
| 5    | Dāvis Kaufmanis Ivo Dans Kleinbergs     | Lettonia  | 52"19     | 52"39     | 1'44"58 | +0"42    |
| 6    | Laurin Zern Rupert Schenk               | Germania  | 52"37     | 52"44     | 1'44"81 | +0"65    |
| 7    | Stepan Dubinko Aleksej Kislica          | Russia    | 52"33     | 52"60     | 1'44"93 | +0"77    |
| 8    | Matěj Běhounek Jáchym Procházka         | Rep. Ceca | 52"39     | 52"68     | 1'45"07 | +0"91    |
| 9    | Maksim Bankov Vladislav Žarovcev        | Russia    | 52"51     | 52"82     | 1'45"33 | +1"17    |
| 10   | Jakob Mandlbauer Daiyehan Nichols-Bardi | Austria   | 52"81     | 52"85     | 1'45"66 | +1"50    |

Nota: in grassetto il miglior tempo di manche.

### Bob a quattro uomini
La gara è stata disputata il 23 gennaio 2022 nell'arco di due manches e hanno preso parte alla competizione 9 compagini (di cui una non si è presentata alla partenza) in rappresentanza di 6 differenti nazioni.
| Pos. | Atleti                                                              | Nazione       | 1ª manche | 2ª manche | Totale  | Distacco |
| ---- | ------------------------------------------------------------------- | ------------- | --------- | --------- | ------- | -------- |
|      | Dāvis Kaufmanis Lauris Kaufmanis Arnis Bebrišs Ivo Dans Kleinbergs  | Lettonia      | 51"22     | 51"12     | 1'42"34 | –        |
|      | Maximilian Illmann Hannes Schenk Lukas Koller Henrik Proske         | Germania      | 51"15     | 51"21     | 1'42"36 | +0"02    |
|      | Jonas Jannusch Benedikt Hertel Felix Dahms Christian Röder          | Germania      | 51"22     | 51"24     | 1'42"46 | +0"12    |
| 4    | Stepan Dubinko Nikita Ivanov Aleksej Kislica Egor Grjaznov          | Russia        | 51"39     | 51"34     | 1'42"73 | +0"39    |
| 5    | Philipp Zielasko Colin Sauerbrei Oliver Peschk Erik Leypold         | Germania      | 51"36     | 51"41     | 1'42"77 | +0"43    |
| 6    | Timo Rohner Quentin Juillard Luca Rolli Mathieu Hersperger          | Svizzera      | 51"45     | 51"69     | 1'43"14 | +0"80    |
| 7    | Maksim Bankov Il'ja Ivanov Danil Alechanov Vladislav Žarovcev       | Russia        | 51"64     | 51"63     | 1'43"27 | +0"93    |
| 8    | Markus Kaiser Daiyehan Nichols-Bardi Luca Volgger Dominik Hanschitz | Austria       | 52"21     | 52"24     | 1'44"45 | +2"11    |
| DNS  | Martin Kranz Ralf Beck Arda Uz Lorenz Lenherr                       | Liechtenstein | -         | -         | -       | -        |

Nota: in grassetto il miglior tempo di manche. DNS: non partiti (did not start)

## Risultati under 23

### Monobob donne U23
Alla categoria riservata alle atlete under 23 erano iscritte 4 atlete in rappresentanza di altrettante differenti nazioni.
| Pos. | Atleti             | Nazione    | 1ª manche | 2ª manche | Totale  | Distacco |
| ---- | ------------------ | ---------- | --------- | --------- | ------- | -------- |
|      | Viktória Čerňanská | Slovacchia | 56"25     | 56"62     | 1'52"84 | –        |
|      | Georgeta Popescu   | Romania    | 56"22     | 56"85     | 1'53"07 | +0"20    |
|      | Julia Slupecka     | Polonia    | 56"80     | 57"31     | 1'54"11 | +1"24    |

Nota: in grassetto il miglior tempo di manche.

### Bob a due donne U23
Alla categoria riservata alle atlete under 23 erano iscritte 3 compagini in rappresentanza di altrettante differenti nazioni.
| Pos. | Atleti                                 | Nazione    | 1ª manche | 2ª manche | Totale  | Distacco |
| ---- | -------------------------------------- | ---------- | --------- | --------- | ------- | -------- |
|      | Diana Filipszki Lauryn Siebert         | Germania   | 54"24     | 54"26     | 1'48"50 | –        |
|      | Viktória Čerňanská Patrícia Tajcnárová | Slovacchia | 54"50     | 54"43     | 1'48"93 | +0"43    |
|      | Georgeta Popescu Antonia Sarbu         | Romania    | 54"67     | 54"81     | 1'49"48 | +0"98    |

Nota: in grassetto il miglior tempo di manche.

### Bob a due uomini U23
Alla categoria riservata agli atleti under 23 erano iscritte 11 compagini (di cui una non si è presentata alla partenza) in rappresentanza di 9 differenti nazioni.
| Pos. | Atleti                                  | Nazione  | 1ª manche | 2ª manche | Totale  | Distacco |
| ---- | --------------------------------------- | -------- | --------- | --------- | ------- | -------- |
|      | Laurin Zern Rupert Schenk               | Germania | 52"37     | 52"44     | 1'44"81 | –        |
|      | Stepan Dubinko Aleksej Kislica          | Russia   | 52"33     | 52"60     | 1'44"93 | +0"12    |
|      | Jakob Mandlbauer Daiyehan Nichols-Bardi | Austria  | 52"81     | 52"85     | 1'45"66 | +0"85    |

Nota: in grassetto il miglior tempo di manche.

### Bob a quattro uomini U23
Alla categoria riservata agli atleti under 23 era iscritta erano iscritte 2 compagini in rappresentanza di altrettante differenti nazioni.
| Pos. | Atleti                                                              | Nazione | 1ª manche | 2ª manche | Totale  | Distacco |
| ---- | ------------------------------------------------------------------- | ------- | --------- | --------- | ------- | -------- |
|      | Stepan Dubinko Nikita Ivanov Aleksej Kislica Egor Grjaznov          | Russia  | 51"39     | 51"34     | 1'42"73 | –        |
|      | Markus Kaiser Daiyehan Nichols-Bardi Luca Volgger Dominik Hanschitz | Austria | 52"21     | 52"24     | 1'44"45 | +1"72    |

Nota: in grassetto il miglior tempo di manche.

## Medagliere
Il numero di medaglie indicate è la somma di tutte quelle ottenute in entrambe le categorie (under 26 e under 23).
| Pos.   | Nazione    | Oro | Argento | Bronzo | Totale |
| ------ | ---------- | --- | ------- | ------ | ------ |
| 1      | Germania   | 4   | 2       | 3      | 9      |
| 2      | Russia     | 2   | 2       | 0      | 4      |
| 3      | Slovacchia | 1   | 1       | 1      | 3      |
| 4      | Lettonia   | 1   | 0       | 0      | 1      |
| 5      | Austria    | 0   | 1       | 1      | 2      |
| 5      | Romania    | 0   | 1       | 1      | 2      |
| 7      | Svizzera   | 0   | 1       | 0      | 1      |
| 8      | Polonia    | 0   | 0       | 1      | 1      |
| Totale | Totale     | 8   | 8       | 7      | 23     |